# 骆文
骆文（1915年—2003年），男，江苏句容人，中国剧作家、诗人，中国作家协会理事，中国戏剧家协会理事，湖北省文学艺术界联合会原副主席。